# Eleições presidenciais no Quirguistão em 2021
Eleições presidenciais antecipadas foram realizadas no Quirguistão em 10 de janeiro de 2021. As eleições foram convocadas após a renúncia do presidente Sooronbay Jeenbekov durante os protestos de 2020.

## Antecedentes
Em 24 de outubro de 2020, a Comissão Eleitoral Central do Quirguistão anunciou que uma eleição presidencial antecipada seria realizada em 10 de janeiro de 2021. O anúncio da eleição antecipada ocorreu após várias semanas de protestos públicos e caos político que causou a renúncia do presidente Sooronbay Jeenbekov. A revolta se seguiu a acusações de corrupção eleitoral ocorrida na eleição parlamentar quirguiz de 2020, que foi realizada em 4 de outubro de 2020 e posteriormente anulada pela Comissão Eleitoral Central.

## Sistema eleitoral
As eleições foram realizadas usando o sistema de dois turnos, onde se nenhum candidato recebesse maioria no primeiro turno, um segundo seria realizado entre os dois primeiros colocados. Sob a Constituição de 2010, o mandato presidencial é de seis anos. A reeleição não é permitida.
Para se inscrever, os candidatos tinham até 4 de dezembro de 2020 para reunir 30.000 assinaturas em apoio à candidatura e pagar uma taxa de acesso à cédula de 1.000.000 KGS (US$ 11.830).

## Resultados
Até 14 de novembro de 2020, 63 pessoas haviam protocolado pedidos para concorrer ao cargo. Em 4 de dezembro, o Comitê Central de Eleições anunciou a lista final de 19 candidatos aprovados.
Todos os candidatos oficialmente concorreram como independentes, embora alguns tenham sido apoiados por seus respectivos partidos políticos. Sadyr Japarov venceu a eleição com facilidade, recebendo quase 80% dos votos. Um total de 10.851 cédulas devolvidas eram inválidas, além de 196 que foram recuperadas de urnas portáteis inválidas. A participação foi de 39,16%.
| Candidato                            | Partido                              | Votos     | %      |
| ------------------------------------ | ------------------------------------ | --------- | ------ |
| Sadyr Japarov                        | Mequechil                            | 1,105,248 | 79.83  |
| Adakhan Madumarov                    | Quirguistão Unido                    | 94,741    | 6.84   |
| Babur Tolbayev                       | Independente                         | 32,979    | 2.38   |
| Myktybek Arstanbek                   | Bir Bol                              | 23,583    | 1.70   |
| Abdil Segizbaev                      | Independente                         | 20,335    | 1.47   |
| Imamidin Tashov                      | Independente                         | 16,383    | 1.18   |
| Klara Sooronkulova                   | Reforma                              | 14,005    | 1.01   |
| Aymen Kasenov                        | Independente                         | 12,684    | 0.92   |
| Ulukbek Kochkorov                    | Nova Era                             | 9,397     | 0.68   |
| Kanatbek Isaev                       | Quirguistão                          | 8,038     | 0.58   |
| Eldar Abakirov                       | Independente                         | 6,996     | 0.51   |
| Baktybek Kalmamatov                  | Independente                         | 6,893     | 0.50   |
| Kursan Asanov                        | Independente                         | 6,885     | 0.50   |
| Ravshan Jeenbekov                    | Independente                         | 2,652     | 0.19   |
| Kanybek Imanaliev                    | Ata-Meken                            | 2,490     | 0.18   |
| Jenishbek Baiguttiev                 | Independente                         | 1,327     | 0.10   |
| Arstanbek Abdyldayev                 | Para o Povo                          | 1,157     | 0.08   |
| Contra todos                         | Contra todos                         | 18,673    | 1.35   |
| Total                                | Total                                | 1,384,466 | 100.00 |
|                                      |                                      |           |        |
| Votos válidos                        | Votos válidos                        | 1,384,466 | 99.21  |
| Votos inválidos/em branco            | Votos inválidos/em branco            | 11,047    | 0.79   |
| Total de votos                       | Total de votos                       | 1,395,513 | 100.00 |
| Eleitores registrados/comparecimento | Eleitores registrados/comparecimento | 3,563,574 | 39.16  |
| Fonte: CEC, CEC                      |                                      |           |        |